# Siphonogorgia cylindrita
Siphonogorgia cylindrita är en korallart som beskrevs av Kükenthal 1896. Siphonogorgia cylindrita ingår i släktet Siphonogorgia och familjen Nidaliidae. Inga underarter finns listade i Catalogue of Life.